# Liste der Listen der U-Bootwaffengattung
Die Listen der U-Bootwaffengattung bieten einen Überblick zu den Artikeln und Bereichen, die zu diesem Thema in Wikipedia verfügbar sind.

## Listen der U-Boote
- Liste britischer U-Boote (1901–1920)
- Liste deutscher U-Boote
  - Liste deutscher U-Boote (1935–1945)/U 1–U 250
  - Liste deutscher U-Boote (1935–1945)/U 251–U 500
  - Liste deutscher U-Boote (1935–1945)/U 501–U 750
  - Liste deutscher U-Boote (1935–1945)/U 751–U 1000
  - Liste deutscher U-Boote (1935–1945)/U 1001–U 1250
  - Liste deutscher U-Boote (1935–1945)/U 1251–U 1500
  - Liste deutscher U-Boote (1935–1945)/U 1501–U 4870
  - Liste von Unterseebooten der Bundeswehr
- Liste österreichisch-ungarischer U-Boote (1909–1919)
- Liste der U-Boote der United States Navy

## Listen der U-Bootklassen
- Liste der U-Boot-Klassen nach Staaten
  - Liste britischer U-Boot-Klassen
  - Liste deutscher U-Boot-Klassen
  - Liste französischer U-Boot-Klassen
  - Liste kanadischer U-Boot-Klassen
  - Liste österreichischer U-Boot-Klassen
  - Liste polnischer U-Boot-Klassen
  - Liste russischer U-Boot-Klassen
  - Liste der U-Boot-Klassen der United States Navy

## Sonstige Listen
- Liste der durch Deutschland beschlagnahmten oder erbeuteten U-Boote
- Liste von U-Boot-Unglücken seit 1945

## Kategorie zum Thema
- U-Boot